# Miss Brewster's Millions
Cet article possède un paronyme, voir Brewster's Millions.
Miss Brewster's Millions est un film américain réalisé par Clarence G. Badger et sorti en 1926.

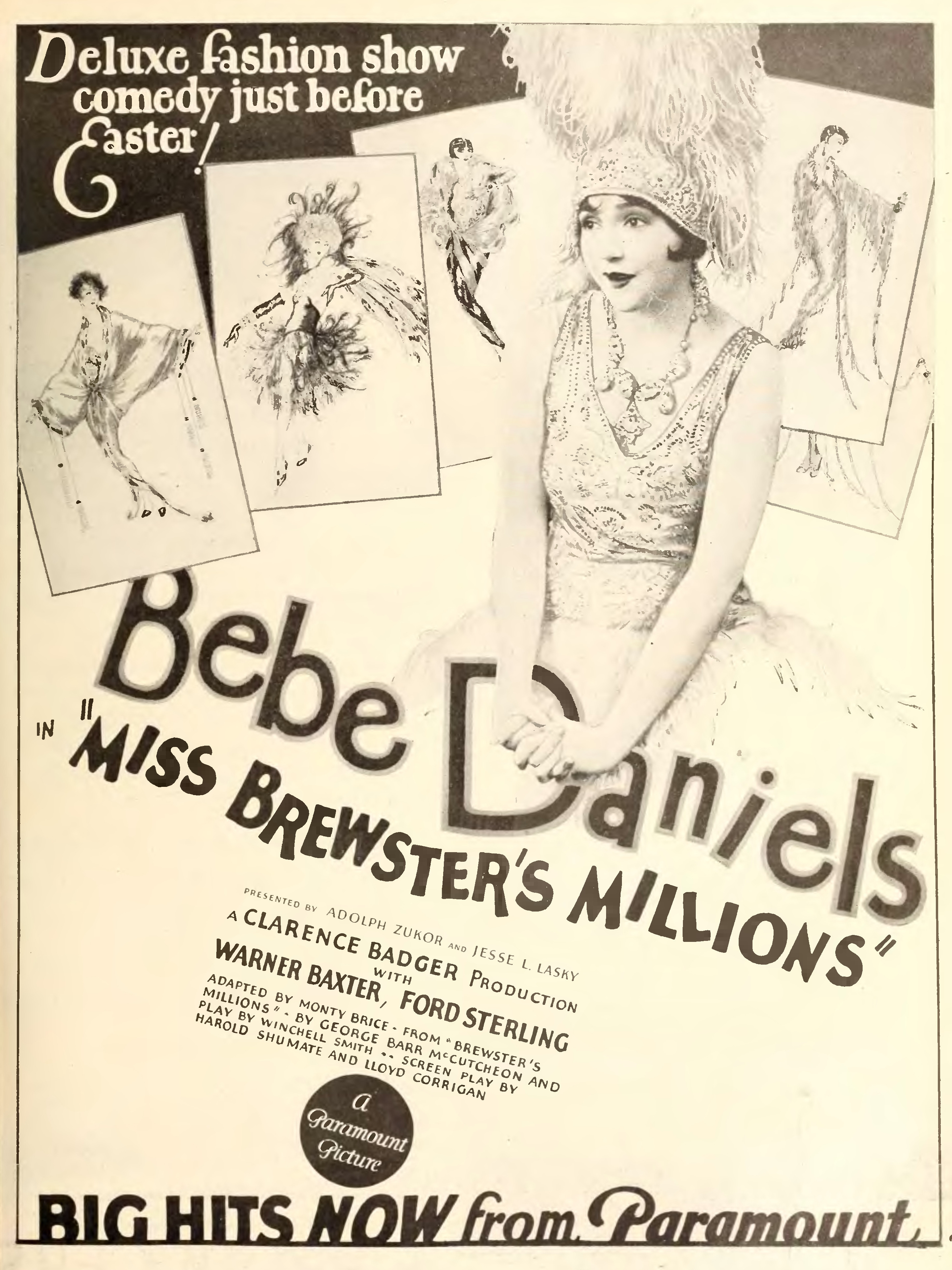
Annonce du film dans Motion Picture News.

Le film est considéré comme étant perdu. Adapté d'un roman et d'un pièce de théâtre, il avait déjà fait l'objet d'un film avec Roscoe Arbuckle, sorti en 1921.

## Synopsis
Polly Brewster, une actrice sans le sou, hérite d'un million de dollars. Le jeune avocat Tom Hancock l'informe cependant qu'elle ne peut pas dépenser l'argent mais doit obligatoirement l'investir. Son oncle Ned Brewster arrive, et pour se venger des indignités que son frère lui a fait subir, il offre à Polly 5 millions de dollars à condition qu'elle dépense le million hérité dans les 30 jours. Polly se met joyeusement à dépenser, donne un grand bal et un défilé de mode, renverse un homme avec sa voiture et le fait poursuivre en justice.

## Fiche technique
- Réalisation : Clarence G. Badger

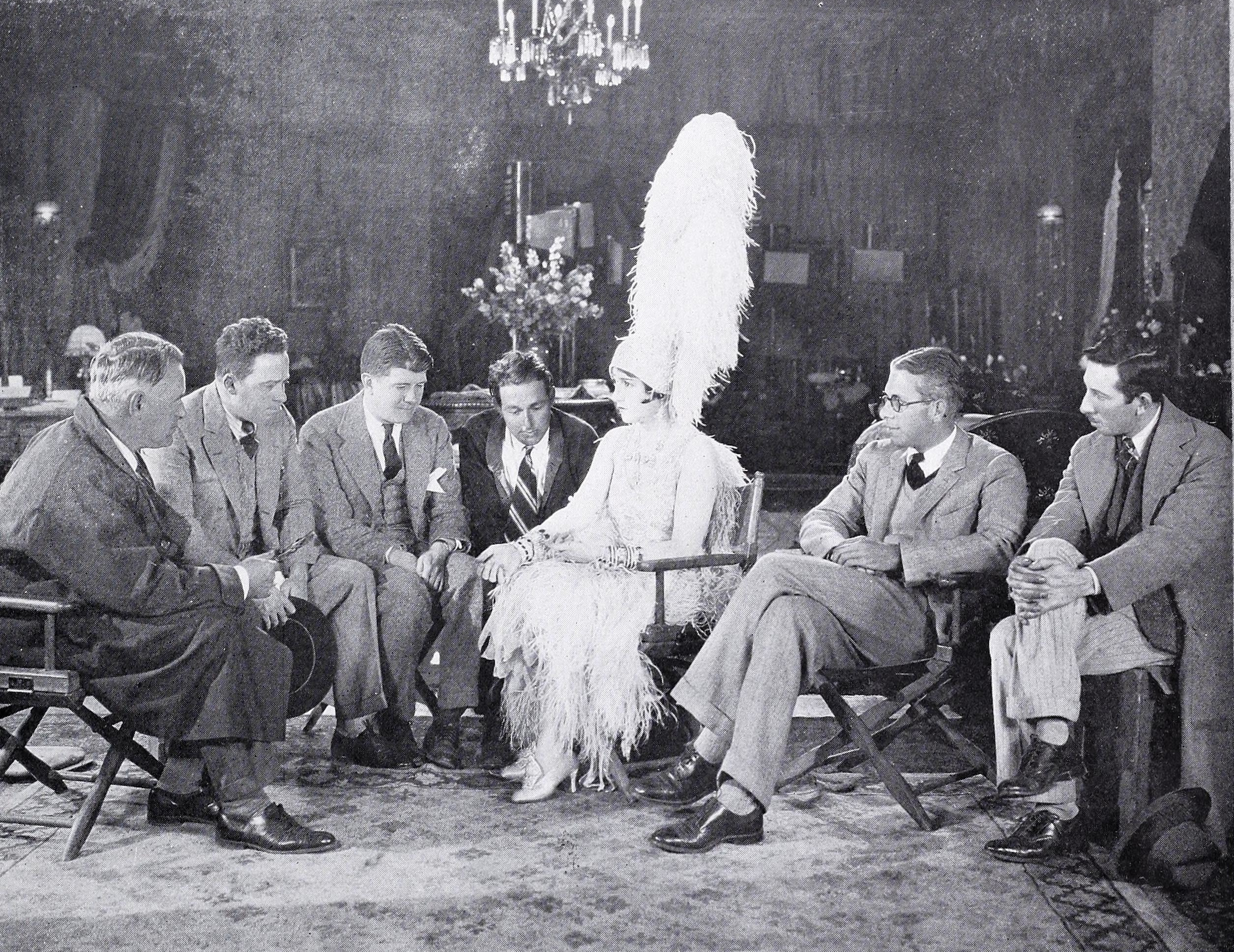
Bebe Daniels avec l'équipe du film: Clarence Badger (réalisateur), Monte Brice (scénariste) Travis Banton (décorateur), H. K. Martin (photographie), Kenneth Hawks (superviseur), et Paul Jones (assistant réalisateur).

- Scénario : Lloyd Corrigan, Harold Shumate, Monte Brice (adaptation) d'après le roman Brewster's Millions de George Barr McCutcheon[3] et la pièce qui en a été adaptée par Winchell Smith et Byron Ongley[4].
- Producteur : Adolph Zukor, Jesse L. Lasky
- Photographie : H. Kinley Martin
- Genre : Comédie[2]
- Production : Famous Players-Lasky
- Distributeur : Paramount Pictures
- Durée : 72 minutes
- Date de sortie : 
  - États-Unis : 22 mars 1926

## Distribution
- Bebe Daniels : Polly Brewster

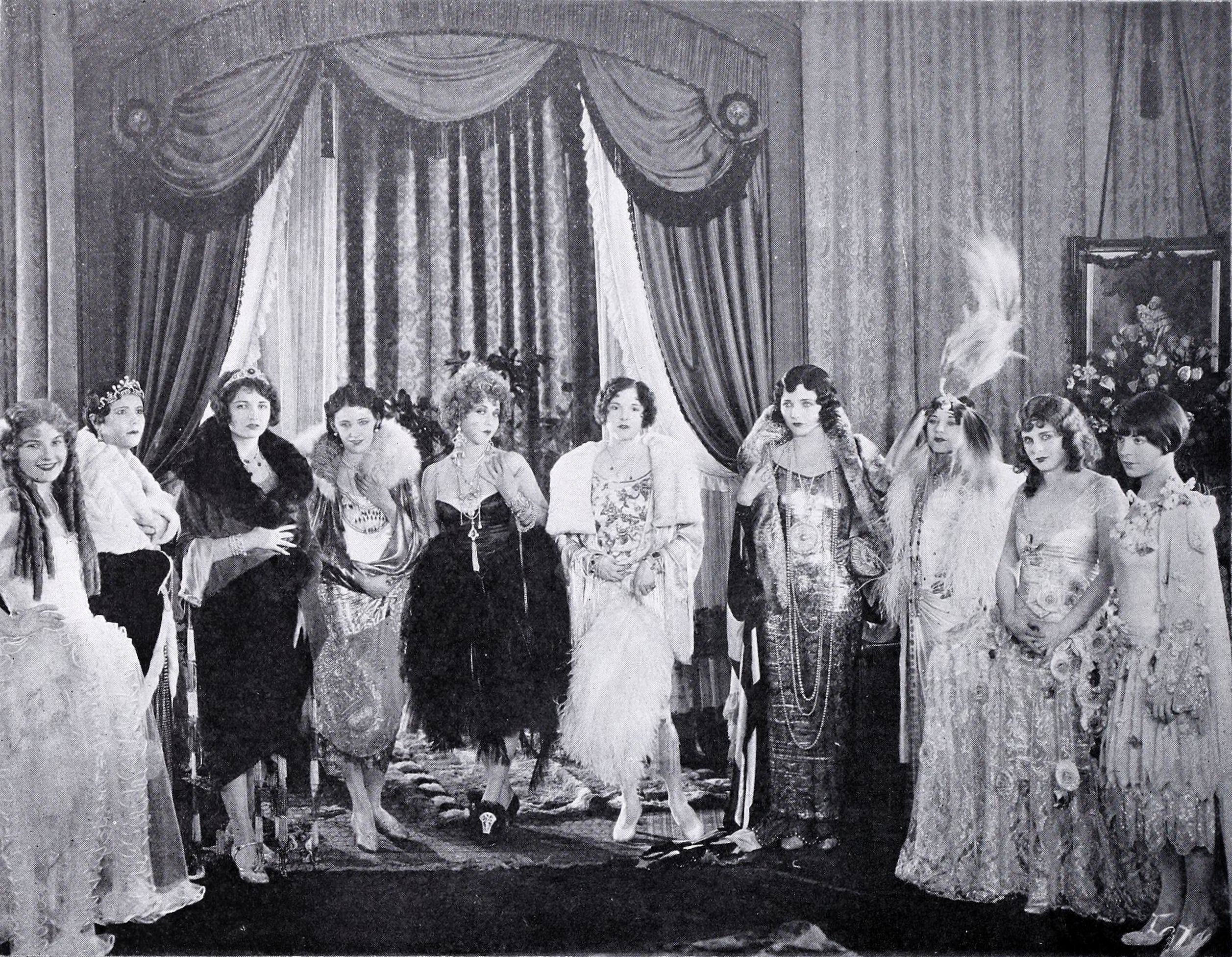
Extras : Mary Pickford, Florence Vidor, Corinne Griffith, Norma Shearer, Mae Murray, Norma Talmadge, Pola Negri, Gloria Swanson, Betty Bronson et Colleen Moore.

- Warner Baxter : Thomas B. Hancock Jr.
- Ford Sterling : Ned Brewster
- George Beranger : Mr. Brent
- Miss Beresford : Landlady